# Партений Бигорски
Партений Бигорски е български църковен деец, йеромонах, игумен на Бигорския манастир „Свети Йоан Предтеча“.

## Биография
Партений, чието светско име е Петър Гаврилов, е роден в Манастирско Доленци – село в областта Долна Копачка, тогава в Османската империя. Според биографична статия, посветена на него и публикувана във вестник „Илинден“ през 1926 година, той е роден през 1889 година. Основното си образование до III отделение завършва в родното си село. Има силно влечение към науката, но остава без майка, а баща му не може да го издържа. За това разбира митрополита Козма Дебърски, който го призовава да завърши IV отделение в град Дебър. Там завършва III клас и в 1904 година по желание на митрополита е ръкоположен за йеродякон. В 1905 година заминава за Цариград, където завършва III клас на Българската духовна семинария. Тъй като в Дебърско има нужда от млади духовни сили, които да заменят остарелите монаси, особено Бигорският манастир се нуждае от интелигентен и енергичен духовен водач, той прекъсва образованието си в Цариград и се завръща в родния си край. В 1909 година е произведен в йеромонах и митрополит Козма го изпровожда да управлява манастира с игуменски права.
По време на Балканската война на втория ден от Коледа 1912 година сръбските власти принуждават Партений да предаде инвентара на манастира на сръбския околийски началник в Дебър, който идва нарочно за тази цел в манастира. Митрополита Козма в писмо от 1 март 1913 година пише: „На 30. ΧΙ. 1912 г. сръбски офицери заедно с един полицейски служител изгониха игумена на манастира „Св. Йоан Бигорски“, Н. В. Преподобие йеромонах Партений, защото не позволявал в манастирската църква да се споменава името на епископ Варнава“. Партений е интерниран от сръбските власти в Скопие. Останал без пари и без подкрепа, след дълги унижения, той е принуден да моли сръбските власти да го изпратят в сръбската духовна семинария в Призрен. Но, като не може да се успокои като сръбски ученик, в учебната 1913 – 1914 година се дегизира в цивилен и намира подслон в австрийското консулство в Призрен. Към края на 1914 година успява да избяга с автомобил в Солун и оттам през Дедеагач пристига в София. В българската столица намира митрополита Козма, който е изгонен от сръбските власти. В 1915 година по време на Първата световна война, когато българските войски навлизат в Македония, Партений се завръща в Бигорския манастир.
През есента на 1918 година, когато българските войски отстъпват, Партений също решава да напусне манастира, но среща галичани, които силно настояват да остане и той ги послушва. Когато сръбските власти се завръщат, Партений отказва да даде декларация, че манастирът е сръбски. След кратко време, докато е на обиколка за привеждане в извесност на манастирските имоти, трима сръбски жандарми го хващат и го закарват от реканското село Требище към манастира. По пътя, под претекст, че се опитва да избяга, жандармите го налагат с ножове. Те копаят дупка при реката Радика и погребват Партений с главата надолу, оставяйки краката му да стоят отвън. Според друга версия по нареждане на сръбските власти разбойници го пресрещват на един мост на Радика, нарязват го на парчета и го хвърлят в реката.